# السيال (وضرة)

تعديل مصدري - تعديل

السيال هي إحدى قرى عزلة وضرة بمديرية وضرة التابعة لمحافظة حجة، بلغ تعداد سكانها 227 نسمة حسب تعداد اليمن لعام 2004.